# Reinhold Fanz (Fußballspieler, 1921)
Reinhold Fanz (* 1. Februar 1921 in Mannheim; † 28. Dezember 1993 in Viernheim) war ein deutscher Fußballspieler und Trainer. Der Außenläufer und Halbstürmer im damals gebräuchlichen WM-System war ein herausragender Techniker und stand mit seinem Heimatverein SV Waldhof 1940 im Finale des Tschammerpokals 1939 und hat nach Ende des 2. Weltkriegs mit den Blau-Schwarzen von 1945 bis 1951 insgesamt 130 Ligaspiele in der erstklassigen Fußball-Oberliga Süd absolviert und dabei 32 Tore erzielt.

## Laufbahn

### Spielerkarriere
Fanz gehörte von 1939 bis 1951 der 1. Mannschaft des SV Waldhof Mannheim als Halbstürmer und Außenläufer an; während des Krieges in der Gauliga Baden, danach in der Oberliga Süd. Durch Kriegsumstände bedingt, konnte er nur in den zwei Kriegsrunden 1939/40 und 1940/41 für den SV Waldhof auflaufen. 
Die Waldhof-Legende Otto Siffling verstarb am 20. Oktober 1939. Am 3. Dezember 1939 debütierte das Talent aus der Waldhof-Jugend beim Lokalderby gegen den VfR Mannheim in der Gauliga Baden. An der Seite von Helmut Schneider, Ernst Heermann und Georg Siegel erlebte der Debütant einen 2:0-Erfolg. Am Ende seiner Premierensaison, in der die Gauliga Baden in drei Gruppen aufgeteilt war, ging er mit seiner Mannschaft als Meister aus der Gruppe Nordbaden hervor, wie auch aus der sich anschließenden Endrunde um die Gaumeisterschaft Baden. Im entscheidenden Spiel am 5. Mai 1940 gegen den VfR Mannheim setzte sich Waldhof mit 2:0 durch und Fanz hatte mit einem verwandelten Elfmeter wesentlich dazu beigetragen. Bei den Erfolgen seiner Mannschaft am Ende der Saison 1941/42, 1943/44 und 1945 konnte er durch die Kriegsumstände und Gefangenschaft nicht als Aktiver teilnehmen.
Fanz kam lediglich in der Endrunde um die Deutsche Meisterschaft 1939/40 zum Einsatz. Die Meisterschaft wurde in vier Gruppen zu je drei bzw. vier Mannschaften ausgetragen, aus der die jeweiligen Sieger die beiden Halbfinalspiele bestritten. Er bestritt zunächst alle sechs Spiele der Gruppe 4, erzielte am 9. Juni 1940 im vierten Gruppenspiel beim 7:2-Sieg über die Stuttgarter Kickers zwei Tore, schloss diese mit seiner Mannschaft als Sieger ab und zog mit ihr ins Halbfinale ein. In diesem unterlag der SV Waldhof Mannheim am 14. Juli 1940 in Stuttgart dem FC Schalke 04 mit 1:3.
Er bestritt daraufhin auch die beiden Spiele um Platz 3. Da die erste Begegnung mit dem SK Rapid Wien am 21. Juli mit dem Ergebnis von 4:4 nach Verlängerung keinen Sieger hervorgebracht hatte, wurde diese Begegnung eine Woche später wiederholt und mit 2:5 verloren.
In dem seit 1935 neu geschaffenen Pokalwettbewerb für Vereinsmannschaften um den Tschammerpokal, kam er 1939 in sieben Spielen zum Einsatz. Sein Debüt gab er am 19. November 1939 beim 1:0-Zweitrunden-Sieg nach Verlängerung über Eintracht Frankfurt. Anschließend bestritt er weitere sechs Spiele einschließlich der zwei notwendig gewordenen Wiederholungsspiele des Halbfinales und des Finales und erzielte zwei Tore. Der Einzug ins Finale wurde nach dem torlosen Unentschieden nach erneuter Verlängerung per Losentscheid zugunsten seiner Mannschaft entschieden. Das am 28. April 1940 im Berliner Olympiastadion ausgetragene Finale endete mit der 0:2-Niederlage gegen den 1. FC Nürnberg. Mit dem Spiel am 22. Dezember 1940, einer 0:1-Niederlage gegen den VfL Neckarau, war Reinhold Fanz vorerst zum letzten Mal für Waldhof im Einsatz. Nach dem bestandenen Abitur wurde er zur Wehrmacht eingezogen, wurde beim Koblenzer Vorortverein TuS Koblenz Kriegs-Gastspieler, aus Koblenz führte ihn der Krieg dann als Soldat einer Fernmeldeeinheit auf die Insel Kreta.
Nach dem Ende des Zweiten Weltkriegs kam er von 1945 bis 1951 in der Oberliga Süd, eine von zunächst drei, später auf fünf erweiterten höchsten deutschen Spielklassen, zum Einsatz. Mit dem zweiten Platz am Saisonende 1946/47 erzielte er mit dem SV Waldhof Mannheim das beste Ergebnis. Fanz gehörte dem Spielerkreis an, welcher am 9. September 1945 nach Genehmigung der amerikanischen Militärbehörde auf dem Platz an den Brauereien, das erste Spiel nach Ende des Zweiten Weltkriegs in Mannheim zwischen dem SV Waldhof und dem VfR Mannheim (3:1) absolvierte. In der ersten Oberligasaison 1945/46 setzte er sich mit Waldhof in beiden Derbys gegen den VfR mit 3:0 beziehungsweise 3:1 durch. Obwohl er mit seinen Mannschaftskameraden am 20. Oktober 1946 das Heimspiel gegen den späteren souveränen Meister 1. FC Nürnberg hoch mit 1:8 verlor, konnte er am Rundenende mit Mitspielern wie Georg Herbold und Paul Lipponer junior die Vizemeisterschaft feiern. Mit neun Einsätzen und drei Toren beendete er nach der Saison 1950/51 seine Spielerkarriere beim SV Waldhof in der Oberliga Süd. Sein letztes Ligaspiel absolvierte Fanz am 21. Januar 1951 bei einer 0:3-Heimniederlage gegen den FC Bayern München.
Ende der 40er-Jahre eröffnete er am Waldhöfer Bahnhof eine chemische Reinigung mit angeschlossener Toto-Lotto-Annahmestelle, die ab 1983 von seinem Sohn Reinhold weitergeführt wurde. Sein Sohn war ebenfalls ein erfolgreicher Fußballer und Trainer.

### Trainerkarriere
Unmittelbar nach Beendigung seiner Spielerkarriere eröffnete Fanz bei der TSG Heidelberg-Rohrbach seine Trainerkarriere. Überaus erfolgreich verlief seine fast achtjährige Tätigkeit bei Amicitia Viernheim. Er gewann mit den Grün-Weißen vom Waldsportplatz (später Waldstadion) viermal in den Jahren 1954 bis 1957 die nordbadische Meisterschaft. Im Sommer 1957 gelang der Aufstieg in die 2. Liga Süd. Nachdem er 1961/62 mit dem VfL Neckarau die Meisterschaft in der 1. Amateurliga Nordbaden gewonnen hatte, kehrte er zu Beginn der Saison 1963/64 als Trainer zum Zweitligisten Amicitia Viernheim zurück. Am 19. Oktober 1963 gewann er mit Viernheim das Heimspiel mit 3:1 gegen den späteren Südmeister Hessen Kassel, musste aber im November desselben Jahres den Verein verlassen, der am Saisonende als Letzter von 20 teilnehmenden Mannschaften in die 1. Amateurliga abstieg. In Viernheim wurde er durch den Ex-KSC-Spieler Walter Baureis abgelöst. Fanz wechselte direkt in die zweitklassige Regionalliga Südwest, indem er TuRa Ludwigshafen übernahm.
Es folgten noch weitere Stationen beim SV Sandhausen, SV Neckargerach, FV 09 Weinheim, Sportfreunde Dossenheim, Südwest Ludwigshafen und ASV Feudenheim. Fanz hatte 1956 die Ausbildung zum Fußball-Lehrer durchlaufen.

## Erfolge
- Gaumeister Baden 1940
- Gaumeister Nordbaden 1940
- Tschammerpokal-Finalist 1939
- Deutsche Fußballmeisterschaft 1939/40; Spiel um Platz 3